# امرأة، حياة، حرية

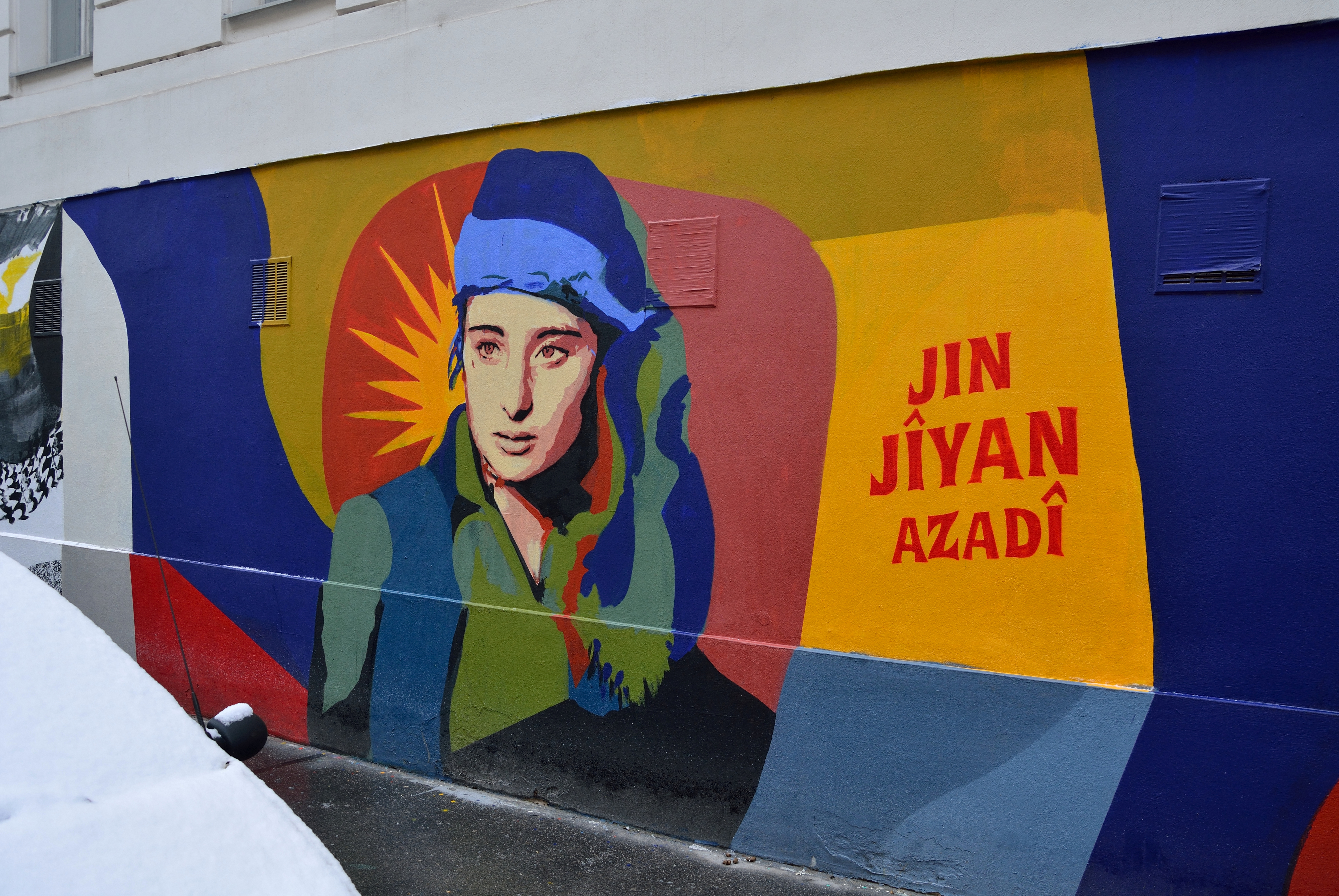
لوحة جدارية في مدينة فيينا تُظهر امرأة كرديّة مع شعار «امرأة، حياة، حرية» (باللغة الكردية) إلى جانبها.

امرأة، حياة، حرية أو المرأة، الحياة، الحرية (بالكردية: ژن، ژیان، ئازادی / Jin, Jiyan, Azadî)‏ هو شعار سياسي كردي شعبي يُستخدم في حركة الاستقلال الكردية ويهدف إلى التعريف بأهميّة المرأة والحياة والحريّة.
استُخدمَ هذا الشعار اول مرة في سنة ١٩٨٧ من قبل نساء الكورديات من حركة  (Yektîya welatparězen jinên kurdistanê)في كوردستان تركيا بعدها استخدم هذا الشعار من قبل وحدات حماية شعب الكوردية في سوريا في حربها ضد داعش المرأة بعدها انتشر في إيران بسبب مقتل المرأة الكوردية  الإيرانيّة التي أعقبت مقتل الشابّة مهسا Jina  أمينيقِبل المتظاهرين في مختلفِ المدن الإيرانيّة باللّغتين الكرديّة والفارسية، كما استُعملَ في الاحتجاجات المؤيّدة للشعب الإيراني في باقي مُدن العالَم.